# Harry Potter en de Geheime Kamer (boek)
Harry Potter en de Geheime Kamer (Harry Potter and the Chamber of Secrets) is het tweede deel in de Harry Potter-serie en is net als de andere delen geschreven door J.K. Rowling. De Nederlandse vertaling is van Wiebe Buddingh' en het boek is uitgegeven door uitgeverij De Harmonie / Standaard Antwerpen.
In 2002 kwam de film Harry Potter en de Geheime Kamer uit, gebaseerd op dit boek.
De werktitel van het boek was Harry Potter and the Half Blood Prince. Deze titel is later gebruikt voor het zesde boek.

## Samenvatting van het boek

### Schoolvakantie
Harry Potter brengt zijn zomervakantie door bij zijn oom en tante.
Op Harry's verjaardag (die de Duffelingen zoals elk jaar volledig negeren) heeft oom Herman thuis gasten uitgenodigd voor een belangrijk zakendiner en moet Harry de hele avond op zijn kamer blijven. Daar ontmoet hij Dobby, de huis-elf, die waarschuwt dat hij niet naar Zweinstein moet terugkeren omdat daar vreselijke dingen gaan gebeuren. Om Harry te chanteren heeft Dobby al Harry's uilenpost onderschept en gezegd dat hij de post pas geeft als Harry belooft niet naar Zweinstein terug te keren. Harry weigert en Dobby gebruikt een zweefspreuk op de taart die tante Petunia had klaargemaakt voor het diner en laat die op de grond vallen.
Omdat Harry het zakendiner in het honderd heeft laten lopen en oom Herman hierdoor een belangrijk contract misloopt, wordt hij op zijn kamer opgesloten met de bedoeling hem nooit meer naar Zweinstein te laten gaan. Ook krijgt Harry een waarschuwing van het Ministerie van Toverkunst, omdat minderjarigen geen toverspreuken mogen gebruiken (het ministerie dacht dat Harry de zweefspreuk had toegepast).
Drie dagen later wordt Harry wakker doordat er een vliegende auto voor zijn slaapkamerraam hangt. Ron, Fred en George Wemel zitten in de auto en zij redden Harry uit het huis van de Duffelingen. Ze vliegen naar Het Nest, het huis van de Wemels. Hier maakt hij kennis met meneer en mevrouw Wemel en met Ginny, het jongere zusje van Ron. Zij is helemaal weg van Harry, maar is heel verlegen tegenover hem.
Als ze naar de Wegisweg reizen om schoolboeken en andere benodigdheden te halen gebruiken ze Brandstof, iets wat Harry nog nooit eerder heeft gedaan. Harry spreekt de naam "Wegisweg" te onduidelijk uit en komt per ongeluk uit in de Verdonkeremaansteeg, een andere straat waar duistere heksen en tovenaars winkelen. Hij wordt door Hagrid gered. Na een bezoek aan Goudgrijp ontmoeten ze in de boekenwinkel Klieder & Vlek hun nieuwe leraar Verweer tegen de Zwarte Kunsten, Gladianus Smalhart. Smalhart is een beroemde tovenaar en schrijver, die een flink aantal bestsellers heeft geschreven, waarin hij claimt veel goede dingen gedaan te hebben. Zodra hij Harry ziet, wil hij met hem op de foto, en geeft hij Harry alle door hem geschreven schoolboeken gratis mee. Harry, de Wemels en Hermelien komen dan Draco en zijn vader Lucius Malfidus tegen. Lucius kan het niet verkroppen dat Arthur Wemel, die een medewerker van het Ministerie is, zich met "uitschot" als Dreuzels bezighoudt, en kijkt vol afschuw naar de tweedehands boeken die Ginny in haar ketel heeft liggen. Arthur en Lucius krijgen ruzie, waardoor Ginny's boeken uit haar ketel vallen. Lucius Malfidus gooit ze er met een boos gezicht terug in.

### De Geheime Kamer
Enkele dagen later vertrekken de Wemels en Harry opnieuw naar Londen om de trein te nemen naar Zweinstein. Wanneer Harry en Ron perron 9 3/4 op willen gaan blijkt de poort voor hen versperd te zijn. Ze besluiten om met de vliegende auto (die eigendom is van Arthur Wemel en waarmee ze naar het station zijn gereden) naar Zweinstein te vliegen. Hierbij worden ze door minstens zeven Dreuzels gezien. Op Zweinstein aangekomen vliegen ze per ongeluk tegen de Beukwilg, waarbij Rons toverstaf bijna volledig doormidden breekt. Ze worden bijna van school gestuurd, maar ze komen er met strafwerk vanaf.
Wanneer hij bezig is met zijn strafwerk bij Smalhart, hoort Harry een rare stem, die zegt dat hij iemand wil doden. Niemand anders blijkt de stem te kunnen horen. Wanneer Harry de stem volgt, ziet hij de kat van Vilder versteend hangen. Op de muur staat een boodschap geschreven: 'De Geheime Kamer is geopend. Hoedt u, vijanden van de erfgenaam'.
Harry blijft de stem maar horen, en gedurende het schooljaar raken steeds meer leerlingen, allemaal kinderen van dreuzelouders, versteend. De Geheime Kamer blijkt een oude legende te zijn die verhaalt dat Zalazar Zwadderich (stichter van Zweinstein en  van de afdeling Zwadderich) ergens in het kasteel een kamer had gemaakt, waar een monster in verborgen zat welke de school zou zuiveren van alle tovenaars die geen zuiver bloed hadden. Alleen de echte erfgenaam van Zwadderich kon de kamer openen en het monster zou alleen aan hem gehoorzamen. Niemand weet wat erachter schuilt. Wel is bekend dat dit 50 jaar geleden ook al eens gebeurd is en dat er destijds, na de dood van een leerlinge, een dader gepakt is.
Harry Potter vindt in het toilet van Jammerende Jenny een mysterieus dagboek. Het dagboek is vijftig jaar oud en is eigendom geweest van Marten Asmodom Vilijn, een naam die Harry niets zegt. Het dagboek is helemaal leeg. Wanneer Harry op een gegeven moment inkt knoeit over al zijn boeken (inclusief het dagboek) valt hem op dat het dagboek als enige van zijn boeken helemaal schoon is, er is geen inktvlekje op te bekennen. Hij krijgt een ingeving en besluit in het dagboek te schrijven. Hij vertelt het dagboek wie hij is en krijgt direct antwoord. Harry vraagt het dagboek vervolgens of "hij" (Marten Vilijn, de oude eigenaar van het dagboek) weleens van de legende van de Geheime Kamer heeft gehoord. Vilijn blijkt Harry niet alleen te kunnen vertellen, maar zelfs te kunnen laten zien wat er destijds is gebeurd. Vilijn laat Harry zien dat de Kamer vijftig jaar geleden is geopend door Rubeus Hagrid, die vervolgens van school is gestuurd.
Tijdens een Duelleerles (georganiseerd door Smalhart) blijkt Harry met slangen te kunnen praten. Ron en Hermelien zijn hierover behoorlijk ontdaan, omdat Sisselspraak meestal een eigenschap is van heel Duistere tovenaars. Harry´s klas- en schoolgenoten verdenken hem er onmiddellijk van dat hij de Geheime Kamer heeft geopend, en Harry wordt met de nek aangekeken.
Harry en zijn vrienden willen weten waar de Geheime Kamer zich bevindt en wie toch die aanvallen uitvoert. Hun hoofdverdachte is Draco Malfidus, en ze brouwen uiteindelijk een illegale wisseldrank om in de gedaante van Kwast en Korzel te veranderen, om zo Draco te kunnen verhoren. Deze geeft echter aan niet de aanvallen te plegen, en weet ook niet wie de dader dan wél is.
Ze komen van professor Kist te weten wat er zich in die kamer afspeelt. Door veel speurwerk van Hermelien Griffel, die later ook aangevallen wordt, en een bezoek aan het Verboden Bos waar Harry en Ron in aanraking komen met de acromantula Aragog komen ze erachter dat er een slang (Basilisk) in de Kamer blijkt te zitten, en waar de Kamer zich bevindt.

### Het dagboek
Op een dag wordt er een scholiere, Ginny Wemel, meegevoerd naar de Geheime Kamer. De hele school is in rep en roer en er wordt zelfs gesproken over het definitief sluiten van de school. De leraren, die inmiddels een gruwelijke hekel hebben gekregen aan de altijd opschepperige Gladianus Smalhart, vinden dat Smalhart haar uit de Kamer moet redden, omdat hij tenslotte claimt veel heksen en tovenaars uit gevaarlijke situaties te hebben gered. Harry en Ron besluiten Smalhart op te zoeken en hem te vertellen wat zij weten, om Smalharts zoektocht te vereenvoudigen. Wanneer ze bij Smalharts kantoor aankomen blijkt die zijn spullen al te hebben gepakt en op het punt te staan te vluchten. Hij geeft toe dat de verhalen in zijn boeken zijn verzonnen en vertelt dat hij nooit de beroemde reddingen heeft verricht, maar dat andere heksen en tovenaars dat hebben gedaan. Hij heeft een vergeetspreuk over deze heksen en tovenaars uitgesproken zodat zij zich niet meer herinneren wat ze gedaan hebben, en Smalhart met de eer kan strijken. Smalhart vertelt de jongens dat hij deze spreuk helaas ook over hen moet uitspreken, maar voordat hij dat kan doen ontwapent Harry Smalhart. Ze dwingen hem mee te gaan naar de Geheime Kamer, en samen gaan ze naar het toilet van Jammerende Jenny.
De reuzenspin Aragog had Harry en Ron verteld dat er tijdens de vorige aanvallen, vijftig jaar geleden, een scholiere was gedood op een toilet. Harry had geconcludeerd dat dat misschien om Jammerende Jenny zou kunnen gaan, en bij aankomst in het toilet stelt hij haar de vraag waaraan ze is gestorven. Jenny legt uit dat ze dat niet goed wist, maar dat ze op het toilet zat te huilen toen er ineens een man binnenkwam die siste (hij sprak Sisselspraak). Toen ze de deur opendeed om hem te vragen wat hij op de meisjes WC deed, zag ze twee grote gele ogen en viel ze onmiddellijk dood neer. Ze had dus de Basilisk gezien, wiens blik dodelijk is.
Harry loopt naar de wasbak waar Jenny de ogen had gezien en ziet een slangetje in het metaal van de kraan gekrast. Hij vraagt de kraan (in Sisselspraak) te openen, en de Geheime Kamer opent zich. Harry en Ron duwen Smalhart, die nu ongewapend is, als eerste naar binnen. Ze duiken in een afvoerpijp die erg breed is en tot "mijlenver" onder de school blijkt te lopen, naar een tunnel die uiteindelijk naar de Geheime Kamer leidt.
Smalhart besluit echter dat het genoeg is geweest en grijpt Rons toverstaf. Hij schreeuwt een vergeetspreuk naar de beide jongens, maar Rons toverstaf is door de botsing met de Beukwilg aan het begin van het schooljaar zó zwaar beschadigd geraakt dat de spreuk op Smalhart terugkaatst. Smalhart verliest zijn complete geheugen, en door de klap van de spreuk stort een deel van de tunnel in. Harry bevindt zich aan de goede kant van het ingestorte deel en gaat alleen verder om Ginny te redden.
In de Geheime Kamer aangekomen ziet hij het roerloze lichaam van Ginny liggen en rent ernaartoe. Hij wordt ineens aangesproken door een jonge Marten Vilijn, die daar als een soort van tastbare geest rondloopt. Vilijn pakt Harry's toverstaf en vraagt hem hoe het komt dat Harry Voldemort al tweemaal heeft weerstaan. Harry vraagt zich af wat Vilijn daarmee te maken heeft, waarna Vilijn Harry vertelt dat hij Voldemort is. Hij schrijft de letters "MARTEN ASMODOM VILIJN" in de lucht, zwaait met Harry's toverstaf en de letters hervormen zich tot de woorden "MIJN NAAM IS VOLDEMORT". Hij vertelt Harry dat hij de erfgenaam van Zwadderich is, zijn moeder was immers een nazaat van Zwadderich. Hij heeft vijftig jaar geleden, toen Vilijn zelf op Zweinstein zat, de Geheime Kamer geopend en heeft nu doordat hij zijn ziel in zijn dagboek had gestopt iemand anders de kamer laten openen. Ginny Wemel, die gedurende het hele schooljaar haar hart had uitgestort in het dagboek, was degene die de spreuken op de muren van de school had gekalkt, en degene die de Kamer steeds voor Voldemort opende. Hij wilde de school eindelijk, naar Zwadderichs wens, "dreuzelvrij" maken, en liet de Basilisk alleen Dreuzeltelgen aanvallen. Ginny was bezeten door Voldemort, en wist niet wat ze deed.
Vervolgens opent Vilijn/Voldemort de Geheime Kamer en laat hij de Basilisk vrij. Harry, die ongewapend is, rent weg en zegt tegen Vilijn/Voldemort dat hij geen schijn van kans maakt zolang Perkamentus schoolhoofd is. Door deze uiting van trouw aan Perkamentus verschijnt ineens Felix de Feniks aan Harry's zijde, met de Sorteerhoed. Harry zet de hoed op zijn hoofd en roept in gedachten om hulp. Onmiddellijk valt het Zwaard van Griffoendor uit de hoed, waarmee Harry de Basilisk aanvalt. Felix pikt in de ogen van de Basilisk waardoor deze blind wordt, maar omdat hij nog wel kan ruiken komt hij nog op Harry af. Harry slaat het zwaard in het verhemelte van de slang en deze valt dood neer, maar een van zijn enorme giftanden raakt Harry's arm. Vilijn/Voldemort lacht en denkt dat Harry nu ten dode is opgeschreven, maar op dat moment steekt hij met de afgebroken tand van de Basilisk in het hart van het dagboek, en Vilijn/Voldemort verdwijnt krijsend en de betovering van Ginny is verbroken. De feniks laat zijn tranen op Harry's gewonde arm vallen. Tranen van een feniks hebben genezende krachten waardoor de wond die de basilisk in Harry's arm achterliet geneest. Ginny en hij gaan samen terug naar Ron en Smalhart. Ron heeft inmiddels de ingestorte tunnel weer deels vrij gemaakt, en hangend aan de staart van Felix de Feniks vliegen ze terug naar de school. De ouders van Ginny waren inmiddels in het kantoor van professor Anderling, en professor Perkamentus zei dat er al meerdere oudere en wijzere tovenaars door Vilijn bezeten waren. Ginny wordt daarom niet van school gestuurd.

### Conclusie
Het mysterieuze dagboek dat van Marten Vilijn is geweest blijkt met opzet door Lucius Malfidus tussen de tweedehands boeken van Ginny Wemel te zijn gestopt. Het was zijn bedoeling dat wanneer zou blijken dat de Geheime Kamer door een Wemel was geopend, Arthur Wemel in diskrediet zou worden gebracht. Wemel was namelijk degene die een Dreuzelwet had opgesteld (de Muggle Protection Act) die ervoor moest zorgen dat Dreuzels beschermd zouden worden tegen potentieel gevaarlijke betoverde dreuzel-objecten. Aangezien Malfidus er (terecht) van werd verdacht een flink aantal van dergelijke objecten in zijn bezit te hebben werd zijn huis doorzocht. Malfidus' hekel aan Wemel groeide hierdoor uit tot een enorme haat, en hij bedacht dit plan om Wemel uit het Ministerie te werken.
Later blijkt het vernietigde dagboek van Marten een Gruzielement te zijn.

## Bekroning
In 2002 werd dit boek in Nederland bekroond met de Prijs van de Jonge Jury.